# Колингба, Андре
Андре Дьедонне Колингба (фр. André Dieudonné Kolingba; 12 августа 1935, Банги, Французская Экваториальная Африка — 7 февраля 2010, Париж, Франция) — президент Центральноафриканской Республики с 20 сентября 1981 по 22 октября 1993 года.

## Биография
Представитель убангийской народности якома. До обретения страной независимости в 1960 года служил во французских вооружённых силах. Затем — в Вооружённых силах ЦАР, с апреля 1973 года — бригадный генерал. Занимал пост технического советника министра обороны, с марта 1977 года — помощника императора Жан-Беделя Бокассы. Непродолжительное время являлся послом ЦАР в Канаде и затем — в ФРГ, в марте 1979 года назначен министром обороны. После свержения Бокассы в сентябре 1979 года, в июле 1981 года назначен президентом Давидом Дако начальником Генерального штаба.
Пришёл к власти в результате бескровного военного переворота 20 сентября 1981 года, сместившего президента Давида Дако. Занял посты президента Центральноафриканской Республики и Председателя Военного комитета национального возрождения. Во время его правления (в 1986) в страну попытался вернуться бывший диктатор ЦАР Жан-Бедель Бокасса, однако по прилёте был арестован и в дальнейшем приговорен к пожизненному заключению.
В 1992 году разрешил провести многопартийные выборы, проиграл их и проигнорировал их результаты. В 1993 году выборы состоялись повторно, на этот раз их итоги Колингба признал. Прежде чем передать власть новоизбранному президенту Анж-Феликсу Патассе, он провёл широкую амнистию, выпустив на свободу тысячи заключённых, включая и Бокассу. После ухода с поста президента Колингба продолжал играть важную роль в политической жизни ЦАР, возглавляя собственную партию — Центральноафриканское демократическое объединение. На президентских выборах 1999 года он и другой бывший руководитель государства Давид Дако являлись главным соперниками действующего президента, но в итоге потерпели поражение (Патассе набрал 51 % голосов избирателей, Колингба, занявший второе место, лишь 19 %).
В 2001 году предпринял неудачную попытку государственного переворота. Путч был подавлен войсками, верными президенту Патассе, при поддержке военных из Ливии и повстанцев из Демократической Республики Конго. Патассе обвинил Францию в причастности к организации переворота. В 2003 году Колингба принёс официальные извинения народу ЦАР за ошибки, допущенные в период его нахождения у власти.
На президентских выборах 13 марта 2005 года был одним из 11 кандидатов на высший пост в государстве. Набрав 16 % голосов избирателей, занял только третье место после действующего президента ЦАР Франсуа Бозизе и бывшего премьер-министра страны Мартена Зигеле.